# Гінцерт (концентраційний табір)
Концентраційний табір Хінцерт (нім. SS-Sonderlager Hinzert або Konzentrationslager Hinzert) — нацистський концентраційний табір на території сучасної землі Рейнланд-Пфальц, за 30 кілометрів від кордону з Люксембургом. Протягом 1939—1945 років у Гінцерті ув'язнили 13 600 політичних в'язнів віком від 13 до 80 років. Табором керували, управляли і займалися охороною переважно службовці СС, які, за свідченнями тих, хто вижив у таборі, були відомі своєю жорстокістю.

## Розташування та внутрішня будова
Розташований на плато Хохвальд з видом на гірський хребет Гунсрюк концентраційний табір Гінцерт назвали за топонімом найближчого села, яке нині має назву Гінцерт-Пелерт. На висоті 550 метрів над рівнем моря плато зазнавало впливу високої вологості, вітру, сильних опадів, туманів та льодовикових температур взимку. Табір був оточений хвойним лісом, який постачав деревину для будівництва та обслуговування табору.
Під'їзна дорога, яка спочатку межувала з кладовищем в'язнів, вела до першої зони, яку охороняли есесівці. На цій території були сім бараків, пост охорони, комендатура табору, гараж, майстерні, офіцерська їдальня та два житлові бараки для есесівців. Територія була прикрашена квітковими та садовими композиціями. В'язнів тримували на іншій території розміром приблизно 200 на 200 метрів, огородженій парканом з колючого дроту заввишки 3 метри зі сторожовими вишками. У зоні для в'язнів також були приміщення начальника табору, швейна і столярна майстерні, карантинна зона, морг, дезінфекційна зона та «гардероб», де зберігалися речі в'язнів.
В'язнів розміщували в чотирьох бараках, кожен з яких містив по два приміщення, в яких було 26 двоярусних ліжок, розрахованих на 208 в'язнів. Пізніше, щоб збільшити загальну місткість до 560 осіб, були додані солом'яні матраци. Певні приміщення були зарезервовані для певної категорії в'язнів, наприклад, для в'язнів «Ночі та туману» (антинацисти, політичні в'язні, названі на честь директиви Адольфа Гітлера від 7 грудня 1941 року).
У трьох інших будівлях табору містилися місцеві відділення гестапо, адміністративні приміщення та кухня. Різні зони були розташовані навколо однієї центральної площі для переклички, розмір якої згодом зменшився, оскільки СС створили сусідню городню ділянку. У центрі зони переклички стояла щогла з гучномовцями, через які передавалися накази. Іноді в'язням доводилося годинами стояти нерухомо обличчям до щогли як покарання. Зона переклички також використовувалася як майданчик для тренувань і вправ, де в'язні мали підстрибувати о 4:30 ранку під звуки барабана.

## Історія
Концентраційний табір Гінцерт був створений у 1938 році для утримання робітників, які будували лінію Зігфріда. Однак 16 серпня 1939 року він згорів, а в жовтні 1939 року був відбудований як поліцейський табір ув'язнення та перевиховання (нім. Polizeihaft- und Erziehungslager des Reichsarbeitsdienstes (RAD)) для ув'язнених, засуджених до невеликих термінів ув'язнення (до 14 днів), а також для робітників, яких нацистський режим засудив за «антигромадську поведінку». Робітники, багато з яких були привезені бременським гестапо, працювали не лише на лінії Зігфріда, але й на інших об'єктах військової інфраструктури, таких як військово-повітряні бази в Мангfймі та Майнці.
1 липня 1940 року табір перейшов під юрисдикцію Інспекторату концентраційних таборів. Після вторгнення до Бельгії, Нідерландів, Люксембургу та Франції у 1940 році Гінцерт також став табором для політичних в'язнів з цих країн, які потребували «ре-германізації» або були поміщені під «захисну ізоляцію». 7 лютого 1942 року командування над табором передали Центральному управлінню економіки та адміністрації СС. Табір також став табором для гестапо Люксембургу і Тріра. До прибуття перших політичних в'язнів «Ночі і туману» табір функціонував за організаційною структурою інших таборів, а саме містив комендатуру, політичний відділ, табір «утримання і безпеки», медичну частину і охоронні підрозділи. Після прибуття політв'язнів політичний відділ і табір «утримання і безпеки» закрили.
Гінцерт залишався переважно автономним до 21 листопада 1944 року, коли його адміністративно приєднали до концентраційного табору Бухенвальд. Табір був частково зруйнований повітряним нальотом 22 лютого 1945 року, але й далі функціонував до 3 березня того ж року, коли багатьох в'язнів, що вижили, відправили на марш смерті до верхнього Гессену, а решту перевели до концентраційного табору Бухенвальд. Табір виявили 17 березня 1945 року розвідувальні підрозділи 94-ї піхотної дивізії США. На той час у таборі все ще перебувала невелика кількість в'язнів.

## Коменданти
9 жовтня 1939 року штандартенфюрер СС Герман Пістер прийняв командування над табором, на цій посаді він перебував до грудня 1941 року, коли перебрав командування над концтабором Бухенвальд і був замінений гауптштурмфюрером СС Егоном Ціллем. Цілль, який раніше служив у концтаборах Дахау, Бухенвальд і Равенсбрюк, у квітні 1942 року був переведений до концтабору Нацвейлер в Ельзасі на посаду заступника коменданта табору. Його змінив третій і останній комендант Гінцерту, гауптштурмфюрер СС Пауль Шпорренберг.
Після війни Пістера визнали винним у воєнних злочинах на процесі в Дахау й засудили до смертної кари. Він помер від серцевого нападу, не дочекавшись страти. Цілль був засуджений західнонімецьким судом у 1950-х роках до довічного ув'язнення, яке після апеляції скоротили до 15 років. Зрештою, він був звільнений з в'язниці і помер у 1974 році.

## Жертви

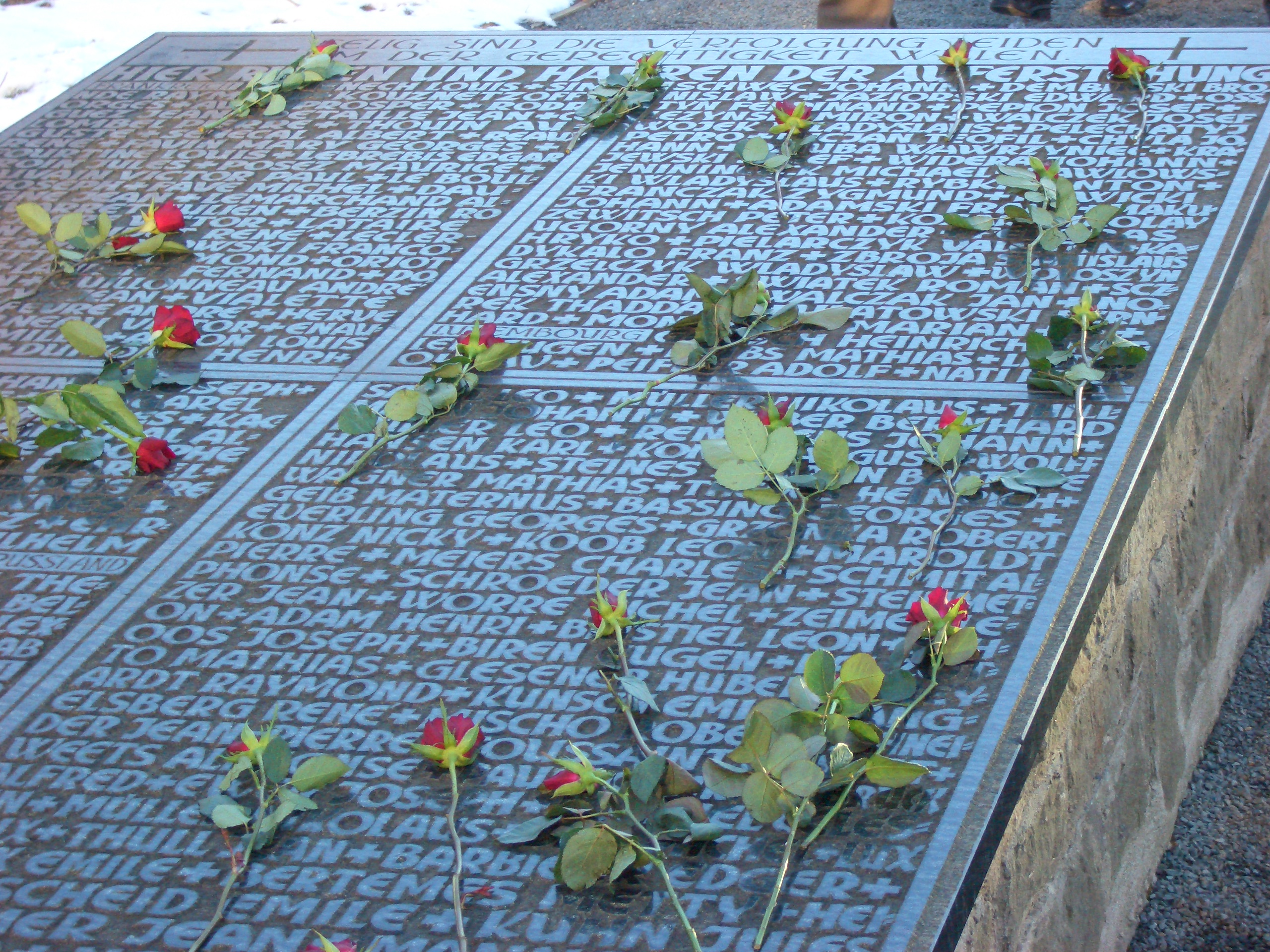
Меморіальна плита з іменами загиблих у концтаборі Гінцерт

За час існування табору через нього пройшли близько 13 600 в'язнів. Першими в'язнями були німецькі робітники, які працювали на лінії Зігфріда й демонстрували «антигромадську поведінку». Незабаром після цього табір почали використовувати для примусових робітників з окупованих країн. Починаючи з 1941 року, до Гінцерту відправляли великі групи в'язнів, переважно політичних в'язнів з Люксембургу та Франції. Інших в'язнів, переважно примусових робітників і військовополонених, відправляли з Польщі та Радянського Союзу. Починаючи з 7 грудня 1941 року, коли була підписана директива «Ніч і туман», в'язні проходили через Гінцерт транзитом на шляху до більших концентраційних таборів, таких як Нацвейлер, Дахау або Бухенвальд, де невільників зрештою мали вбити.
Багатьох в'язнів Гінцерту також використовували як рабів у підтаборах СС, розташованих у навколишніх регіонах. До Гінцерту прикріпили близько 23 командос, які виконували переважно примусові роботи з технічного обслуговування на авіабазах, а також роботи з осушення боліт та лісозаготівлі. Через засекреченість стану в'язнів, багато політв'язнів «Ночі та туману» були прикріплені до цих внутрішніх командос. Спочатку табір побудували для тримання 560 в'язнів, але середня кількість в'язнів становила 800. Часом це число сягало 1600 осіб.

## Воєнні злочини
В'язнів концтабору Гінцерт тримали в дуже суворих умовах, їх регулярно били, а тортури і страти відбувалися публічно, щоб створити атмосферу постійного терору і страху.
Хоча більшість в'язнів Гінцерта перевели до інших таборів або тримали в ув'язненні до звільнення, багато з них закатували й убили саме в Гінцерті. Попри те, що це був пересильний табір, у Гінцерті вбито 321 в'язня. Жертв часто розстрілювали, топили або вбивали смертельною ін'єкцією. Згідно з протоколами судових засідань, охоронці СС також катували в'язнів, залишали їх помирати від хвороби чи голоду або згодовували їх собакам.

### Масові вбивства

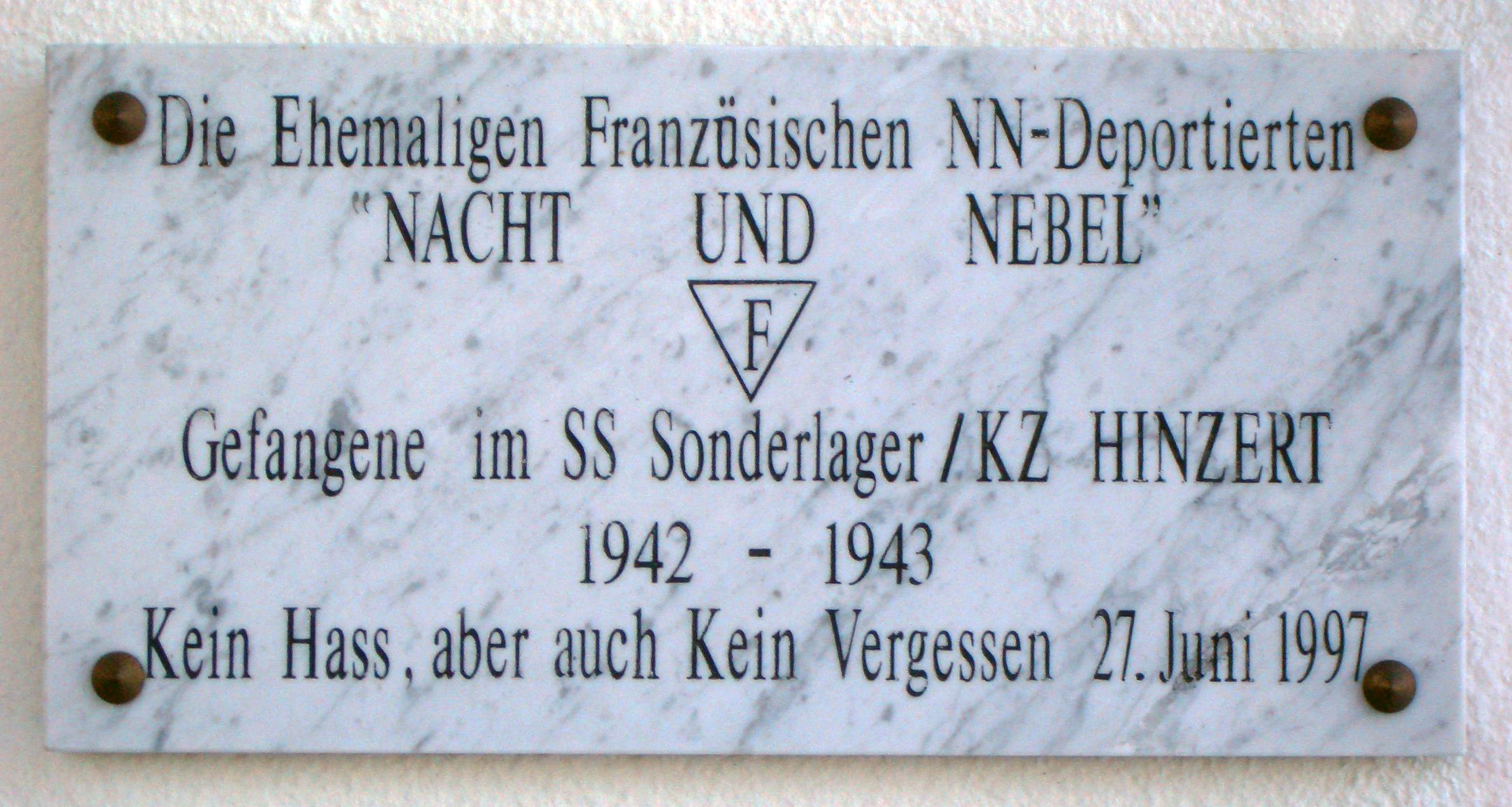
Меморіальна дошка жертвам «Ночі і туману»

У 1941 році дві вантажівки привезли 70 радянських військовополонених до Гінцерту. В'язням сказали, що вони пройдуть медичний огляд, але їм ввели ціанистий калій, смертельну отруту, і незабаром після цього вони померли. Їх поховали в сусідньому лісі.
Після загального люксембурзького страйку 1942 року, спрямованого проти німецької окупації і нової директиви, яка зараховувала люксембурзьку молодь до вермахту, 20 страйкарів були заарештовані гестапо, засуджені до смертної кари і розстріляні між 2 і 5 вересня 1942 року. Їх також поховали поруч. У наступні роки гестапо заарештувало понад 350 люксембурзьких борців опору, 50 з них засудили до смертної кари. З цих 50 вироків 25 виконано. Однак з решти 25, 23 були згодом страчені у відповідь на акти опору в Люксембурзі.
Точна кількість жертв, убитих у Гінцерті, залишається невідомою. До Гінцерту відправили від 1600 до 1800 люксембуржців. Люксембурзька Національна рада опору підтвердила 321 смерть, у тому числі 82 люксембуржців, але не всі рештки вбитих жертв знайдено. У 1946 році, після звільнення табору союзниками, рештки багатьох з вищезгаданих жертв знайшли й перевезли на батьківщину з усіма державними почестями. Ті, хто не був репатрійований, поховані на місці на меморіальному кладовищі.
Тіла люксембурзьких жертв перевезли назад до Люксембургу 9—10 березня 1946 року. На всьому шляху громадяни вишикувалися вздовж доріг, дехто був одягнений у смугасту форму в'язнів таборів, щоб віддати данину пам'яті. Тіла спочатку тимчасово поклали на площі Збройних сил у центрі Люксембургу, де високопосадовці віддали їм шану, а потім поховали на кладовищі Нотр-Дам.
Французький Фонд пам'яті депортації також підрахував, що приблизно 1500 в'язнів «Ночі та туману» були відправлені до Гінцерту; 390 з них вижили й повернулися до Франції, а щонайменше 804 загинули.

## Меморіал
На місці концентраційного табору встановлено бронзовий пам'ятник роботи люксембурзького скульптора Люсьєна Веркольє, що вшановує в'язнів і вбитих у таборі.
10 грудня 2005 року на місці колишнього концтабору відкрили меморіально-документаційний центр. Сталева сучасна будівля, спроєктована архітектурним бюро Wandel Hoefer Lorch & Hirsch, містить постійну виставку табірних артефактів, фотографій та пояснювальних записок.